# Ľudmila Podjavorinská
Mudmila Podjavorinská fou el pseudònim que emprà Ľudmila Riznerová (26 d'abril de 1872, Bzince pod Javorinou, Eslovàquia - † 2 de març de 1951, Nové Mesto nad Váhom, Eslovàquia), una escriptora eslovaca considerada la primera poeta important del país, però més coneguda pels seus llibres infantils. Escrigué sota diversos pesudònims diferents, com el de Božena, Damascena, Ľ. Šeršelínová, Ľ. Špirifangulínová, Ľudka i Ľudmila.

## Biografia
El seu oncle Ľudovít Rizner l'animà a enviar els seus primers escrits als diaris perquè els publiquessin. Podjavorinská tingué com a mentores tres escriptores contemporànies: Terézia Vansová, Elena Maróthy-Šoltésová i Božena Slančíková. Col·laborà a diverses publicacions periòdiques eslovaques i traduí poesia russa a l'eslovac.
Romangué a la seva vila natal fins al 1910, quan es traslladà a Nové Mesto nad Váhom. Poc temps després, el 1918, fou funcionària de la Creu Roja del districte. Fou membre de Živena, la primera organització de dones d'Eslovàquia. El 1947 fou nomenada Artista Nacional de Txecoslovàquia.

## Selecció d'obres
- Z vesny života ("De la font de la vida"), poesia (1895)
- V otroctve ("En l'esclavitud"), novel·la (1905)
- Žena ("Dona"), novel·la (1909)
- Kytka veršov pre slovenské dietky ("Un ram de poemes per a nens eslovacs"), poesia infantil (1920)
- Balady ("Balades"), poesia (1930)
- Veršíky pre maličkých ("Versos per als més petits"), poesia infantil (1930)
- Medový hrniec ("Olla de mel"), poesia infantil (1930)
- Baránok boží ("Anyell de Déu"), prosa infantil (1932)
- Klásky ("Orelles del gra"), poesia infantil (1947)[2][3]